# Mistrzostwa świata w samolotowym lataniu precyzyjnym
Mistrzostwa świata w samolotowym lataniu precyzyjnym rozgrywane są od 1975 roku, po raz pierwszy rozegrano je w Szwecji. Mistrzostwa odbywają się na ogół co dwa lata, pod auspicjami Międzynarodowej Federacji Lotniczej (FAI).
Gospodarze pierwszych mistrzostw – Szwedzi odnosili na początku największe sukcesy, wkrótce jednak dominować zaczęli Polacy, biorący udział w Mistrzostwach od 1977. Polscy piloci, począwszy od roku 1981 dzięki swoim umiejętnościom zdobyli 13 złotych medali indywidualnych i 14 drużynowych na 20 edycji Mistrzostw oraz liczne medale srebrne i brązowe (stan na 2011), startując przez dłuższy czas, do niedawna, na polskich samolotach PZL-104 Wilga. Dopiero w pierwszej dekadzie XXI wieku konkurować z Polakami zaczęli piloci czescy.
Medaliści mistrzostw świata w samolotowym lataniu precyzyjnym:

## Indywidualnie
| Edycja | Rok i miejsce         | Zwycięzca             | 2. miejsce            | 3. miejsce           |
| ------ | --------------------- | --------------------- | --------------------- | -------------------- |
| I      | 1975 Gävle            | Jan-Olof Friskman     | Arne Caspersen        | G. Gunnarsson        |
| II     | 1977 Wels             | Lars-Tomas Krave      | James Lafferty        | Otto Bauer           |
| III    | 1979 Montreal         | Arne Nylén            | Alfred Luckerbauer    | Heimo Nieminen       |
| IV     | 1981 Nottingham       | Lars-Tomas Krave      | Krzysztof Lenartowicz | Edward Popiołek      |
| V      | 1983 Skien            | Krzysztof Lenartowicz | Jan Baran             | Arne Nylén           |
| VI     | 1985 Kissimmee        | Wacław Nycz           | Jan-Olof Friskman     | Janusz Darocha       |
| VII    | 1987 Nummela          | Wacław Nycz           | Włodzimierz Skalik    | Janusz Darocha       |
| VIII   | 1989 Skire            | Janusz Darocha        | Włodzimierz Skalik    | Ryszard Michalski    |
| IX     | 1990 Rio Cuarto       | Włodzimierz Skalik    | Janusz Darocha        | Wacław Wieczorek     |
| X      | 1992 Dęblin           | Wacław Nycz           | Krzysztof Wieczorek   | František Cihlář     |
| XI     | 1994 Karlowe Wary     | Janusz Darocha        | Wacław Wieczorek      | Wacław Nycz          |
| XII    | 1996 Fort Worth       | Janusz Darocha        | Mats Warstedt         | Thomas Hennig        |
| XIII   | 1999 Hamilton         | Janusz Darocha        | Daroish Kraidy        | Jiří Jakeš           |
| XIV    | 2000 Västerås         | Jiří Jakeš            | Mats Warstedt         | Janusz Darocha       |
| XV     | 2002 Zagrzeb          | Luboš Hájek           | Janusz Darocha        | Predrag Crnko        |
| XVI    | 2004 Herning          | Krzysztof Wieczorek   | Petr Opat             | Wacław Wieczorek     |
| XVII   | 2006 Troyes           | Krzysztof Wieczorek   | Janusz Darocha        | Krzysztof Skrętowicz |
| XVIII  | 2008 Ried im Innkreis | Luboš Hájek           | Wacław Wieczorek      | Robert Verbančič     |
| XIX    | 2009 Toruń            | Krzysztof Wieczorek   | Janusz Darocha        | Marek Kachaniak      |
| XX     | 2011 Brits            | Michał Wieczorek      | Bolesław Radomski     | Michal Filip         |
| XXI    | 2013 Budziszyn        | Bolesław Radomski     | Krzysztof Wieczorek   | Petr Opat            |
| XXII   | 2015 Skive            | Damien Vadon          | Marcin Skalik         | Bolesław Radomski    |
| XXIII  | 2017 Spitzerberg      | Krzysztof Skrętowicz  | Janusz Darocha        | Michał Wieczorek     |
| XXIV   | 2019 Castellón        | Michał Wieczorek      | Krzysztof Wieczorek   | Marcin Skalik        |

Multimedaliści
| Lp. | Zawodnik              | Suma | złoto | srebro | brąz |
| --- | --------------------- | ---- | ----- | ------ | ---- |
| 1   | Janusz Darocha        | 12   | 4     | 5      | 3    |
| 2   | Krzysztof Wieczorek   | 6    | 3     | 3      | –    |
| 3   | Wacław Nycz           | 4    | 3     | –      | 1    |
| 4   | Michał Wieczorek      | 3    | 2     | –      | 1    |
| 5   | Lars-Tomas Krave      | 2    | 2     | –      | –    |
| 5   | Luboš Hájek           | 2    | 2     | –      | –    |
| 7   | Włodzimierz Skalik    | 3    | 1     | 2      | –    |
| 8   | Bolesław Radomski     | 3    | 1     | 1      | 1    |
| 9   | Krzysztof Lenartowicz | 2    | 1     | 1      | –    |
| 9   | Jan-Olof Friskman     | 2    | 1     | 1      | –    |
| 11  | Jiří Jakeš            | 2    | 1     | –      | 1    |
| 11  | Arne Nylén            | 2    | 1     | –      | 1    |
| 11  | Krzysztof Skrętowicz  | 2    | 1     | –      | 1    |
| 14  | Wacław Wieczorek      | 4    | –     | 2      | 2    |

## Drużynowo
| Edycja | Rok i miejsce         | Zwycięzca                                                                     | 2. miejsce                                                                | 3. miejsce                                                             |
| ------ | --------------------- | ----------------------------------------------------------------------------- | ------------------------------------------------------------------------- | ---------------------------------------------------------------------- |
| I      | 1975 Gävle            | Szwecja                                                                       | Norwegia                                                                  | Finlandia                                                              |
| II     | 1977 Wels             | Szwecja                                                                       | Polska                                                                    | Austria                                                                |
| III    | 1979 Montreal         | Szwecja                                                                       | Austria                                                                   | Finlandia                                                              |
| IV     | 1981 Nottingham       | Szwecja                                                                       | Polska                                                                    | Austria                                                                |
| V      | 1983 Skien            | Polska                                                                        | Szwecja                                                                   | Norwegia                                                               |
| VI     | 1985 Kissimmee        | Polska · Wacław Nycz · Janusz Darocha · Krzysztof Lenartowicz                 | Szwecja                                                                   | Finlandia                                                              |
| VII    | 1987 Nummela          | Polska                                                                        | Czechosłowacja                                                            | Szwecja                                                                |
| VIII   | 1989 Skire            | Polska                                                                        | Czechosłowacja                                                            | Szwecja                                                                |
| IX     | 1990 Rio Cuarto       | Polska · Włodzimierz Skalik · Janusz Darocha · Wacław Wieczorek               | Czechosłowacja                                                            | Argentyna                                                              |
| X      | 1992 Dęblin           | Polska · 1. Wacław Nycz · 2. Krzysztof Wieczorek · 3. Ryszard Michalski       | Czechosłowacja                                                            | Szwecja                                                                |
| XI     | 1994 Karlove Vary     | Polska                                                                        | Czechy                                                                    | Szwecja                                                                |
| XII    | 1996 Fort Worth       | Polska                                                                        | Czechy                                                                    | Szwajcaria                                                             |
| XIII   | 1999 Hamilton         | Polska                                                                        | Nowa Zelandia                                                             | Czechy                                                                 |
| XIV    | 2000 Västerås         | Polska                                                                        | Szwecja                                                                   | Czechy                                                                 |
| XV     | 2002 Zagrzeb          | Czechy · 1. Lubos Hajek · 2. Jiří Filip · 3. Michal Filip                     | Polska · 1. Janusz Darocha · 2. Krzysztof Wieczorek · 3. Wacław Wieczorek | Chorwacja · 1. Predrag Crnko · 2. Żelimir Trifunovič · 3. Andrej Bagar |
| XVI    | 2004 Herning          | Polska · 1. Krzysztof Wieczorek · 2. Wacław Wieczorek · 3. Marek Kachaniak    | Czechy · 1. Petr Opat · 2. Jiří Jakeš · 3. František Cihlář               | Francja · 1. Patrick Bats · 2. Nathalie Strube · 3. Joël Tremblet      |
| XVII   | 2006 Troyes           | Polska · 1. Krzysztof Wieczorek · 2. Janusz Darocha · 3. Krzysztof Skrętowicz | Czechy · 1. Jiří Filip · 2. Michal Filip · 3. Petr Opat                   | Francja · 1. Nathalie Strube · 2. Eric Daspet · 3. Patrick Bats        |
| XVIII  | 2008 Ried im Innkreis | Czechy · 1. Luboš Hájek · 2. Michal Filip · 3. Petr Opat                      | Polska · 1. Wacław Wieczorek · 2. Michał Wieczorek · 3. Michał Bartler    | Francja · 1. David Le Gentil · 2. Eric Daspet · 3. Patrick Bats        |
| XIX    | 2009 Toruń            | Polska · 1. Krzysztof Wieczorek · 2. Janusz Darocha · 3. Marek Kachaniak      | Czechy · 1. Luboš Hájek · 2. Jiří Filip · 3. Petr Opat                    | Francja · 1. Patrick Bats · 2. David Le Gentil · 3. Eric Daspet        |
| XX     | 2011 Brits            | Polska · 1. Michał Wieczorek · 2. Bolesław Radomski · 3. Krzysztof Skrętowicz | Czechy · 1. Jiří Filip · 2. Michal Filip · 3. Petr Opat                   | Francja · 1. Julien Cheroix · 2. Eric Daspet · 3. Damien Vadon         |
| XXI    | 2013 Budziszyn        | Polska · 1. Bolesław Radomski · 2. Krzysztof Wieczorek · 3. Michał Wieczorek  | Czechy · 1. Hajek Lubos · 2. Rajdl Tomas · 3. Tomas Vala                  | Francja · 1. Eric Daspet · 2. Patrick Bats · 3. Damien Vadon           |
| XXII   | 2015 Skive            | Polska · 1. Marcin Skalik · 2. Bolesław Radomski · 3. Michał Wieczorek        | Czechy · 1. Luboš Hájek · 2. Tomas Rajdl · 3. David Cerny                 | Francja · 1. Damien Vadon · 2. Patrick Bats · 3. Sébastien Richard     |
| XXIII  | 2017 Spitzerberg      | Polska · 1. Krzysztof Skrętowicz · 2. Janusz Darocha · 3. Michał Wieczorek    | Czechy · 1. David Cerny · 2. Tomas Rajdl · 3. Petr Jonáš                  | Francja · 1. Jean-Luc Patrier · 2. Alexis Fuchs · 3. Nicolas Lebreton  |
| XXIV   | 2019 Castellón        | Polska · 1. Michał Wieczorek · 2. Krzysztof Wieczorek · 3. Marcin Skalik      | Czechy · 1. David Cerny · 2. Petr Jonáš · 3. Tomas Rajdl                  | Francja · 1. Adèle Schramm · 2. Alexis Fuchs · 3. Nicolas Lebreton     |

Multimedaliści
| Lp. | Kraj                   | Suma | złoto | srebro | brąz |
| --- | ---------------------- | ---- | ----- | ------ | ---- |
| 1   | Polska                 | 22   | 18    | 4      | 0    |
| 2   | Szwecja                | 11   | 4     | 3      | 4    |
| 3   | Czechosłowacja/ Czechy | 18   | 2     | 14     | 2    |
| 4   | Francja                | 9    | 0     | 0      | 9    |